# Гута (Дрогичинский район)
Гута (бел. Гу́та) — деревня в Дрогичинском районе Брестской области Беларуси. Входит в состав Осовецкого сельсовета. Расположена в 17 км к юго-востоку от Дрогичина, в 127 км от Бреста и в 24 км от железнодорожной станции Дрогичин (на линии Брест — Гомель). Согласно переписи 2023 года в деревне живёт 53 жителя и расположено 32 двора.

## География
Расположена в 17 км к юго-востоку от Дрогичина, в 127 км от Бреста и в 24 км от железнодорожной станции Дрогичин (на линии Брест — Гомель). Пролегает дорога Н-638. Ближайшие населённые пункты Крестиново, Осовцы и др.

## История
Деревня Гута известна из письменных источников XVIII века. С 1795 года находилась в составе Российской империи. В 1798 году упоминается как фольварк. В 1858 году деревня входила в состав Вороцевичской волости Кобринского уезда Гродненской губернии. Совместно с частью деревни Кристинова насчитывала 209 ревизских душ государственных крестьян и относилась к имению Гута, принадлежавшему помещице Фелиции Мацевич.
В 1890 году деревня входила в состав Гутской 1-й сельской общины и, вместе с деревней Кристинова, имела 324 десятины угодий, из которых 293 десятины считались пригодными. В 1905 году в деревне Гута проживало 400 человек, в имении Гута — 19 человек, в фольварке Гута-Марги — 7 человек.
В 1921—1939 годах деревня находилась в составе Польши, в Дрогичинском повете Полесского воеводства. В 1921 году в составе Вороцевичской гмины числилось: в деревне Гута — 51 двор и 160 жителей, в колонии Гута — 4 двора и 29 жителей, в фольварке Гута — 3 двора и 10 жителей.
В 1939 году деревня вошла в состав БССР. С 15 января 1940 года Гута находилась в Дрогичинском районе, с 12 октября 1940 года — в Осовецком сельсовете. На тот момент в деревне и колонии Гута насчитывалось 70 дворов и 360 жителей. В деревне работала начальная школа и был создан колхоз имени Молотова.
Во время Великой Отечественной войны погибло 18 местных жителей, 13 из них — на фронте.
В 1959 году численность населения составляла 313 человек, в 1970 году — 295 человек, в 1995 году — 55 дворов и 102 жителя. В деревне размещены молочно-товарная ферма и магазин.
По состоянию на 2005 год в деревне насчитывалось 49 дворов и проживал 101 человек.

## Население

### Численность
- 2009 год — 96 жителей

### Динамика
- 1905 год — 400 жителей (деревня); 19 жителей (имение); 7 жителей (фольварк)[2]
- 1999 год — 101 житель (перепись населения)
- 2009 год — 96 жителей (перепись населения)[4]
- 2023 год — 58 жителей, 32 двора

## Улицы
В состав деревни входят 3 улицы, соединённые на западе: Улица Победы, Луговая и Пионерская.

## Экономика
- Молочная ферма[2]